# Equador (província)

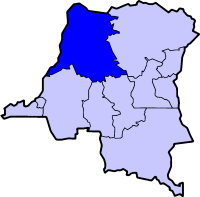
A província de Équateur (azul escuro) até a Constituição de 2006.

O Equador (em francês: Équateur) é uma província da República Democrática do Congo. Até a Constituição de 2006, compreendia uma área muito maior do qua a atual. Sua capital é a cidade de Mebandaca.
Após a constituição, foram criadas as províncias de Ubangui do Norte, Mongala, Ubangui do Sul e Chuapa, e foi formado o novo Equador na parte sudoeste. A atual província de Equador tem 1.626.606 habitantes.